# (1225) Ariane
Pour les articles homonymes, voir Ariane.
Ne doit pas être confondu avec (43) Ariane.
(1225) Ariane est un astéroïde de la ceinture principale.

## Description
(1225) Ariane est un astéroïde de la ceinture principale découvert par l'astronome néerlandais Hendrik van Gent le 23 avril 1930 depuis l'observatoire de l'Union de Johannesburg.

## Nom
Il est nommé d'après Ariane Leprieur, personnage principal de la pièce de théâtre Le Chemin de crête (1936) de Gabriel Marcel,.
Il ne doit pas être confondu avec un autre astéroïde (43) Ariane nommé d'après le personnage mythologique.